# أورمينيو
أورمينيون (Ορμένιον) هي مدينة في إفروس في مقاطعة فوريا إلادا في اليونان.